# 1928

## Esdeveniments
Països Catalans

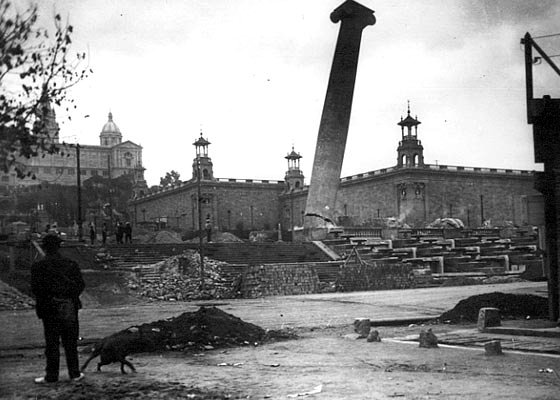
Enderroc de les Quatre Columnes.

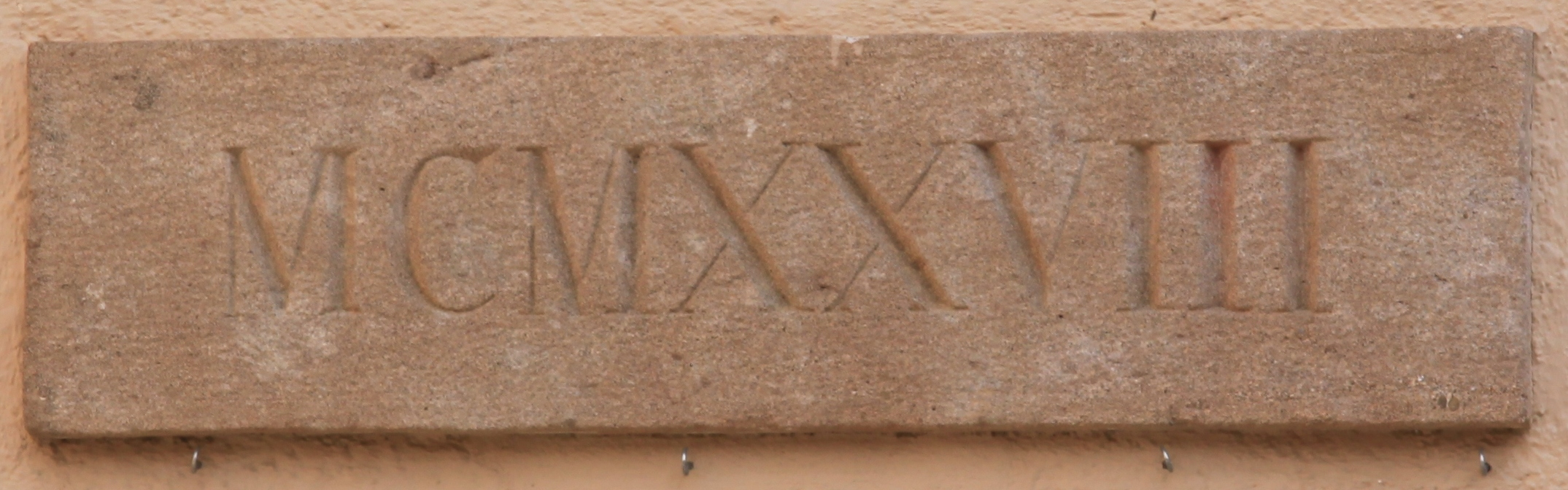
Placa de la casa de la vila de Santa Pau

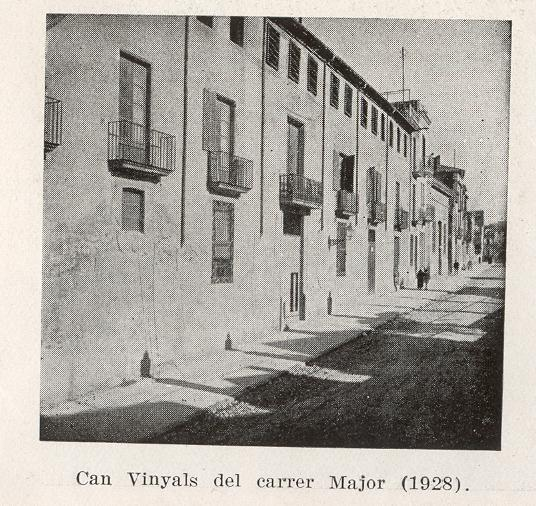
Terrassa, Can Vinyals, al carrer Major, el 1928

- 18 de febrer: Apareix el primer número del setmanari L'Opinió.[1]
- 24 de maig, Vall de Ribes: Comencen les obres del cremallera de Núria de Ribes de Freser a Queralbs i Núria (que s'inaugurarà el 22 de març de 1933).[2]
- 11 d'octubre, Barcelona: El dirigible Zeppelin sobrevola la ciutat de Barcelona.[3]
- 24 d'octubre, Barcelona: S'inaugura el Funicular de Montjuic.[4]

- 2 de novembre, Barcelona: Es constituí el Partit Comunista Català, a partir d'uns cercles d'estudis iniciats el 1925 a l'Ateneu Enciclopèdic Popular[5]
- Publicació del “Manifest groc”, de Dalí, Gasch i Montanyà.
- Barcelona: Primo de Rivera fa enderrocar les Quatre Columnes de Montjuïc (Barcelona), de Puig i Cadafalch, continuant amb l'eliminació sistemàtica de tots els símbols públics de catalanisme.
- Olot: primeres notícies de l'Esbart Olot.[6]

Resta del món
- 12 d'abril, Milà, Regne d'Itàlia: El rei Víctor Manuel III sofreix un atemptat, del qual surt il·lès, en la inauguració de la fira de mostres.[7]
- 8 de juny, Pequín (Xina): Presa de la ciutat pel Kuomintang i fi de l'Expedició del Nord.[8]
- 27 d'agost, El pacte Briand-Kellogg o pacte de París va ser signat per quinze països que renunciaven a la guerra com a instrument de política nacional en les seves relacions mútues.[9]
- 18 de setembre: Juan de la Cierva creua el Canal de la Mànega amb l'autogir, l'antecedent de l'helicòpter.[10][11]
- 22 d'octubre, Puerto Rico: S'hi estableix Fi Sigma Alfa (ΦΣΑ) una Fraternitat Social.

### Premis Nobel
| Camp                  | Guardonats                    |
| --------------------- | ----------------------------- |
| Física                | - Owen Willams Richardson     |
| Química               | - Adolf Otto Reinhold Windaus |
| Medicina o Fisiologia | - Charles Nicolle             |
| Literatrua            | - Sigrid Undset               |
| Pau                   | No atorgat                    |

## Naixements
Països Catalans

- 5 de gener - Ceylon, Minnesota, EUA: Walter Mondale, 42è vicepresident Estatunidenc (m. 2021).
- 25 de gener - Barcelona: Adolfo Marsillach i Soriano, actor, autor dramàtic, director de teatre i escriptor català (m. 2002).
- 28 de gener - Barcelona: Amèlia Riera i Toyos, pintora i gravadora catalana (m. 2019).[12]
- 11 de febrer - Barcelona: Pere Balsells i Jofre, empresari i mecenes.
- 15 de febrer - Cleethorpes, Lincolnshire, Regne Unit: Norma Procter, contralt britànica (m. 2017).[13]
- 16 de febrer - Balsareny, Bages: Pere Casaldàliga i Pla, sacerdot català.
- 16 de març - Barcelona: Pepita Pardell Terrade, animadora, dibuixant, il·lustradora i pintora catalana.[14]
- 18 de març - Montcada i Reixac: Miquel Poblet i Orriols, considerat el millor ciclista català de tots els temps (m. 2013).
- 21 de març - Barcelona: Joan Vergés i Calduch, poeta en llengua catalana.
- 6 d'abril - Barcelona: Genoveva –Eva– Forest i Tarrat, escriptora, editora i militant comunista; fou senadora (m. 2007).[15]
- 13 d'abril - Barcelona: José Agustín Goytisolo i Gay, poeta català en llengua castellana.[16]
- 2 de juny - Barcelona: Carlos Barral i Agesta, editor, polític i escriptor català en llengua castellana (m. 1989).
- 19 de juny - Barcelona: Pilar Espuña i Domènech, activista feminista i militant obrera cristiana.[17]
- 26 de juny - Molló, Ripollès: Dolors Hubach i Vilarrodà, mestra catalana.
- 13 de juliol - Houilles, Françaː Jeanne Loriod, música francesa, virtuosa de l'instrument electrònic de les ones Martenot (m. 2001).[18]
- 28 de juliol - Praga: Květa Pacovská, pintora, escultora i il·lustradora txeca (m. 2023).[19]
- 8 d'agost - Folgueroles: Mercè Torrents i Bertrana, pedagoga i escriptora catalana.[20]
- 13 de setembre, Fonteta: Dolors Ponsatí i Jovés, llevadora i practicant catalana (m. 2006).[21]
- 19 de setembre - Barcelona: Elvira Quintillà i Ramos, actriu catalana de teatre, cinema i televisió (m. 2013).[22]
- 3 d'octubre - Figueres: Carme Guasch i Darné, poetessa i escriptora catalana (m. 1998).[23]
- 5 de novembre - Montcada i Reixac: Ramon Calduch, cantant català (m. 2008).
- 7 de novembre - Camagüey, Cuba: Antoni Maria Oriol Tataret, professor de teologia, especialista en Doctrina Social de l'Església i activista de la Federació de Cristians de Catalunya.
- 19 de novembre - Barcelona: Sebastià Sorribas, escriptor català, autor d'El zoo d'en Pitus (m. 2007).
- 30 de novembre - Castelló de la Plana: Germà Colón i Domènech, lingüista valencià, especialitzat en filologia romànica i la lexicologia catalana.
- 2 de desembre - Barcelona: Aurora Altisent i Balmas, pintora, dibuixant i escultora catalana (m. 2022).[24]
- 24 de desembre - Súria, Bages: Salvador Reguant i Serra, geòleg i estratígraf català.
- Barcelona: Agapito Fernández, dirigent esportiu del barri del Poblenou de Barcelona.
- Barcelona: Montserrat Mainar i Benedicto, esmaltadora catalana (m. 2015).[25]

Resta del món
- 16 de gener, 
  - Saragossa, Aragó: Pilar Lorengar, coneguda soprano espanyola (m. 1996).[26]
  - Santander: Menchu Álvarez del Valle, periodista radiofònica espanyola i àvia de la reina Letizia (m. 2021).[27]
- 28 de febrer, l'Havana: Elena Burke, important cantant cubana de boleros i balades (m. 2002).[28]
- 10 de març, Campo de Criptana: Sara Montiel, vedet, cantant de cuplets i actriu (m. 2013).[29]
- 12 de març, Washington DC (EUA): Edward Albee, dramaturg estatunidenc.(m. 2016)[30]
- 16 de març, Berlín: Christa Ludwig, distingida mezzosoprano alemanya, coneguda per les seues interpretacions d'òpera i lied.[31]
- 23 de març, Jean E. Sammet, científica informàtica estatunidenca que desenvolupà els llenguatges FORMAC i COBOL (m. 2017).[32]
- 4 d'abril, Saint Louis (Missouri): Maya Angelou, poetessa, novel·lista, activista pels drets civils, actriu i cantant dels EUA.[33]
- 6 d'abril, Chicago, EUA: James Watson, co-descobridor conjuntament amb Rosalind Franklin i Francis Crick, de l'estructura de l'ADN amb forma de doble hèlix, i per això rebé el Premi Nobel de Medicina o Fisiologia l'any 1962.[34]
- 13 d'abril, Madrid: Matilde Conesa Valls, actriu de veu espanyola, molt popular a la ràdio dels anys seixanta (m. 2015).[35]
- 23 d'abril, Santa Monica (Califòrnia): Shirley Temple, actriu i diplomàtica estatunidenca (m. 2014).[36]
- 4 de maig, Kafr-El Meselha, Egipte: Hosni Mubàrak, militar i polític egipci, president del país entre 1981 i 2011 (m. 2020).[37]
- 23 de maig, Maysville (Kentucky), EUA: Rosemary Clooney, cantant i actriu estatunidenca (m. 2002).[38]
- 24 de maig, Unterseen (Suïssa): Adrian Frutiger, tipògraf suís creador de tipus (m. 2015).[39]
- 27 de maig, Santiago de Cuba, Cuba: Marta Rojas, periodista i escriptora (m. 2021).[40]
- 30 de maig, Ixellesː Agnès Varda, directora de cinema belga (m. 2019).[41]
- 10 de juny, Hannover, (Alemanya): Carl Dahlhaus, musicòleg alemany (m. 1989).[42]
- 10 de juny, Brooklyn, Nova York, (EUA): Maurice Sendak, autor estatunidenc (m. 2012).[43]
- 11 de juny, Madrid: Fabiola Mora y Aragón, aristòcrata espanyola que va esdevenir reina dels belgues.[44]
- 12 de juny, Eich, Ciutat de Luxemburg: Anise Koltz, escriptora luxemburguesa.[45]
- 13 de juny, Bluefield, Virgínia de l'Oest (EUA): John Forbes Nash, matemàtic nord-americà, Premi Nobel d'Economia de l'any 1994 (m. 2015).[46]
- 14 de juny, Rosario, Argentina): Che Guevara, dirigent polític i guerriller argentí (m. 1967).[9]
- 22 de juny, Sheffield, South Yorkshire: Alison Smithson, arquitecta britànica (m. 1993).[47]
- 25 de juny:
  - Brussel·les, Bèlgica: Peyo, dibuixant de còmics, entre els quals, els Barrufets. (m. 1992).[48]
  - Moscou (URSS): Aleksei Abrikóssov, físic, Premi Nobel de Física de l'any 2003 (m. 2017).[49]
- 5 de juliol, Cartignies, França: Pierre Mauroy, polític francès i Primer Ministre de França (m. 2013).[50]
- 7 de juliol, Londres: Patricia Hitchcock, actriu anglesa, filla de Hitchcock i d'Alma Reville.[51]
- 8 de juliol: David Brockhoff, jugador de rugbi, entrenador, administrador i home de negocis australià.
- 12 de juliol, Methuen, Massachusetts (EUA): Elias James Corey, químic estatunidenc, Premi Nobel de Química de l'any 1990.[52]
- 16 de juliol, Londresː Anita Brookner, premiada novel·lista anglesa i historiadora de l'art (m. 2016).[53]
- 20 de juliol, Praga, Txecoslovàquia: Pavel Kohout, escri ptor txec.
- 23 de juliol, Filadèlfia, EUA: Vera Rubin, astrònoma estatunidenca, pionera en l'estudi de les corbes de rotació galàctiques (m. 2016).[54]
- 26 de juliol:
  - Bronx, Nova York, EUA: Stanley Kubrick, director de cinema estatunidenc (m. 1999).
  - Grodzisk Mazowiecki (Polònia): Tadeusz Baird, compositor polonès (m. 1981).[55]
  - Pequín (Xina): Zong Pu (xinès: 宗璞), nom de ploma de l'escriptora xinesa Feng Zhongpu((冯钟璞). Guanyadora del Premi Mao Dun de Literatura de l'any 2005.[56]
- 31 de juliol, París, França: Jeanne Moreau, actriu, directora de cinema, de teatre, d'òpera, guionista i escriptora francesa.[57]
- 3 d'agost, París: Cécile Aubry, escriptora, guionista, directora i actriu francesa (m. 2010).[58]
- 6 d'agost:
  - Pittsburgh, Pennsilvània, EUA: Andy Warhol, artista, figura central del pop art (m. 1987).[59]
  - Nimes (França): Jean Carrière, productor de ràdio i televisió,crític musical i escriptor. Premi Goncourt de l'any 1972 per la seva novel·la "L'Epervier de Maheux" (m. 2005)
- 14 d'agost, Roma: Lina Wertmüller, guionista i directora de cinema italiana d'origen suís.[60]
- 15 d'agost, Maceió, Brasil: Manfredo do Carmo, matemàtic brasiler.
- 22 d'agost, Burg Mödrath, prop de Colònia, land de Rin del Nord-Westfàlia, Alemanya: Karlheinz Stockhausen, compositor alemany (m. 2007).[61]
- 25 d'agost, Weimar, Turíngia: Herbert Kroemer, físic nord-americà d'origen alemany, Premi Nobel de Física de l'any 2000.[62]
- 27 d'agost, Fukuchiyama, Kyoto (Japó): Osamu Shimomura, químic orgànic i biòleg marí japonès, Premi Nobel de Química de 2008 (m. 2018).[63]
- 9 de setembre, Hartford, Connecticut: Sol LeWitt, artista nord-americà (m. 2007).[64]
- 10 de setembre, Ginebra (Suïssa): Jean Vanier, filòsof i teòleg, creador de les Comunitats de l'Arca (m. 2019).
- 16 de setembre, Ciutat de Mèxic: Beatriz Barba, primera arqueòloga de Mèxic (m. 2021).[65]
- 30 de setembre, 
  - Sighetu Marmației (Romania): Elie Wiesel, escriptor estatunidenc d'origen romanès, Premi Nobel de la Pau de 1986 (m. 2016).[66]
  - L'Havana (Cuba)ː Mirta Díaz-Balart, primera dona de Fidel Castro (m. 2024).[67]
- 7 d'octubre, Kent: Lorna Wing, psiquiatra i metgessa anglesa, pionera en la comprensió de l'autisme (m. 2014).[68]
- 12 d'octubre, Atenes: Domna Samiou, cantant i investigadora de la música grega (m.2012).[69]
- 17 d'octubre, Nova York (EUA): Jimmy Breslin, escriptor estatunidenc (m. 2017).[70]
- 20 d'octubre, Xangai (Xina): Li Peng (xinès: 李鹏) polític xinès.(m. 2019).[71]
- 24 d'octubre, Valençun, França: Gilabèrt Nariòo, educador, traductor i escriptor occità.[72]
- 30 d'octubre, Wilmington (Delaware), EUA: Daniel Nathans, microbiòleg nord-americà. Premi Nobel de Medicina o Fisiologia l'any 1978 (m. 1999).[73]
- 10 de novembre, Roma: Ennio Morricone, músic italià, compositor de bandes sonores i director d'orquestra (m. 2020)[74]
- 11 de novembre, Ciutat de Panamà, Panamà: Carlos Fuentes Macías, advocat i escriptor mexicà (m. 2012).
- 2 de desembre, 
  - Sankt Pölten: Jörg Demus, pianista austríac (m. 2019).[75]
  - Trieste: Bianca Berini, mezzosoprano dramàtica italiana.[76]
- 7 de desembre, East Oak Lane, Pennsilvània (EUA): Noam Chomsky, científic, lingüista, filòsof i professor nord-americà.[77]
- 10 de desembre - Toronto: Michael Snow, artista canadenc, considerat el pioner del videoart (m. 2023).
- 11 de desembre, L'Havana, Cuba: Tomás Gutiérrez Alea, director de cinema cubà (m. 1996).[78]
- 16 de desembre, Chicago, EUA: Philip K. Dick, escriptor de ciència-ficció americà.
- 13 de desembre, Madrid, Espanya: Natividad Macho Álvarez, més coneguda com a Nati Mistral, actriu i cantant espanyola.[79]
- 25 de desembre, Delhi, Índia: Kapila Vatsyayan, acadèmica, historiadora de l'art i política (m. 2020).

- Ferrol: Alfonso Couce Doce, forense i polític espanyol.

## Necrològiques
Països Catalans
- 28 de gener - Menton, Occitània, França: Vicent Blasco Ibáñez, escriptor, periodista i polític valencià (n. 1867).
- 17 de març - Sabadell: Gabriel Clausellas i Aymerich, arxiver català.
- 2 d'abril - Barcelona: Eudald Canivell i Masbernat, dibuixant, impressor, tipògraf i bibliotecari català (n. 1858).
- 18 de setembre - Odelló de Cerdanya, Pirineus Orientals: Rafael Oliver i Batlle, sacerdot escolapi i literat català.
- 9 d'octubre, Barcelona: Ignasi Iglésias i Pujadas, dramaturg i poeta vinculat amb el moviment modernista.
- Barcelona: Nicolau Usart i Furriol, industrial i inventor vallesà.

Resta del món
- 1 de gener - París, França: Loïe Fuller, ballarina nord-americana (n. 1862).[80]
- 23 de gener - Madrid: María Guerrero, actriu espanyola.[81]
- 30 de gener - Copenhaguen (Dinamarca): Johannes Andreas Grib Fibiger, metge danès, Premi Nobel de Medicina o Fisiologia de 1926 (n. 1867).
- 31 de gener - Wilsele, Bèlgica: Joseph François Piscador, arquitecte.
- 4 de febrer - Haarlem (Països Baïxos): Hendrik Lorentz, físic i matemàtic neerlandès, Premi Nobel de Física de l'any 1902 (n. 1853).[82]
- 15 de febrer - Mosley, Regne Unit: Herbert Henry Asquith, polític britànic, Primer Ministre del Regne Unit (1908-1916) (n. 1852).
- 26 de febrer - Madrid: Juan Vázquez de Mella, polític tradicionalista, escriptor i filòsof catòlic espanyol.
- 5 de març: Fredrik Svenonius, geòleg suec.
- 2 d'abril - Cambridge (Massachusetts) (EUA): Theodore William Richards, físic nord-americà, Premi Nobel de Química de l'anys 1914) (n. 1868).[83]
- 8 d'abril - París: Madeleine Lemaire, pintora i aquarel·lista francesa especialitzada en obres de gènere acadèmic i en flors (n. 1845).[84]
- 15 d'abril - Bloomsbury: Jane Ellen Harrison, acadèmica britànica pionera dels moderns estudis de la mitologia grega (n. 1850).[85]
- 4 de juny, Senyang (Liaoning) (Xina): Zhang Zuolin (xinès simplificat : 张作霖) militar d'origen manxurià sota la dinastia Qing. És conegut com el “Vell Mariscal” i també com el “Tigre de Mukden”.[8]
- 14 de juny, Hampstead (Camden) (Londres, Regne Unit): Emmeline Pankhurst, pionera dels moviments feministes i defensora del vot femení (m. 1858).[86]
- 12 d'agost, Ostrava, Moràvia, República Txeca: Leoš Janáček, compositor txec (n. 1854).[87]
- 30 d'agost - Múnic, Alemanya: Wilhelm Wien, físic alemany, Premi Nobel de Física de l'any 1911 (n. 1864).[88]
- 13 de setembre - Motta di Livenza (Itàlia): Italo Svevo, novel·lista italià (n. 1861).[89]
- 1 d'octubre - Jonischkis, Lituània: Laurence Harvey, actor, director, productor i guionista britànic (m. 1973).
- 10 de novembre - Berlín: Anita Berberː ballarina, actriu i escriptora alemanya.[90]
- 11 de novembre: Eugene Gruenberg, violinista i compositor alemany del Romanticisme.
- Anna Mehlig-Falk, pianista deixeble de Franz Liszt.